# 戸ノ口駅
戸ノ口駅（とのくちえき）は、かつて福井県鯖江市に存在した福井鉄道南越線の駅（廃駅）である。

## 歴史
- 1924年（大正13年）9月1日：南越鉄道により岡本新 - 当駅間開業時に開業。
- 1941年（昭和16年）7月2日：福武電気鉄道への合併により同社の駅となる。
- 1945年（昭和20年）8月1日：鯖浦電気鉄道が合併して福井鉄道となり、南越線は福井鉄道の一路線となる。
- 1948年（昭和23年）3月1日：全線が電化される。
- 1971年（昭和46年）9月1日：粟田部 - 当駅間廃線により廃駅。

## 駅構造
単式ホーム1面1線と待避線1線を有する駅で、貨物駅を兼ねていた。晩年は待避線が撤去された。漆器の産地、河和田地区の最寄り駅で、貨物としては漆の他・米・木材などの需要があった。
当初、鯖江までの延伸計画があったが幻に終わった。そのため左側寄り曲線の線形のプラットホーム (カーブホーム) であった。

## 駅跡
駅の名をとどめるものは残っていない。跡地には運送会社が建っている。

## 隣の駅
福井鉄道
南越線
越前赤坂駅 - 戸ノ口駅